# Patti Lateranensi

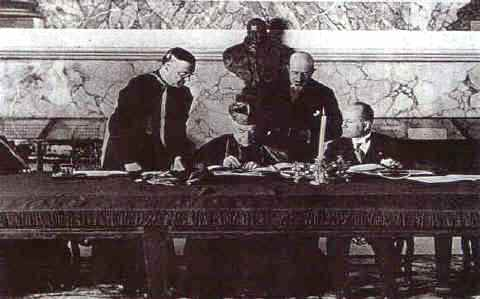
Il momento della firma dei Patti Lateranensi.

I Patti Lateranensi sono gli accordi sottoscritti tra il Regno d'Italia e la Santa Sede l'11 febbraio 1929 contenenti un trattato, una convenzione e un concordato. Sottoposti, nella parte del concordato, a revisione nel 1984, essi regolano ancora oggi i rapporti fra Italia e Santa Sede. Ai Patti si devono l'istituzione della Città del Vaticano come Stato indipendente e la piena riapertura formale dei rapporti fra Italia e Santa Sede, interrotti nel 1870 ma gradualmente riallacciati nei decenni successivi fino alla loro definitiva sistemazione con la stipula di tali accordi. Sono richiamati dall'articolo 7 della costituzione della Repubblica Italiana, entrata in vigore nel 1948.

## Antefatto
La necessità dei Patti Lateranensi si colloca nell'ambito storico della questione romana. Nel 1870, con la Presa di Roma, il Regno d'Italia aveva annesso quanto rimaneva degli Stati della Chiesa, ponendo fine al potere temporale dei papi. Lo stesso anno, papa Pio IX promulgò l'enciclica Respicientes ea, in cui delineò la visione che degli eventi aveva la Santa Sede: l'Italia era un invasore e occupante illegittimo, il Papa era prigioniero dello Stato Italiano, e gli Stati Pontifici andavano restituiti, sia perché presi contra legem, sia perché il Pontefice non poteva esercitare con sicurezza e libertà la propria autorità religiosa, senza la sovranità su un territorio indipendente.
L'Italia delineò unilateralmente i suoi rapporti con la Chiesa e la Santa Sede nel 1871 con la legge delle Guarentigie, che Pio IX non riconobbe mai, appunto in quanto unilaterale, né lo fecero i suoi successori. Al contrario Pio IX nel 1874 interdisse la partecipazione dei cattolici alla politica italiana. Questo divieto venne gradualmente alleggerito, per poi essere annullato del tutto nel 1929. Con il passare dei decenni, si introdusse fra gli ecclesiastici l'idea che era impossibile aspettarsi una restituzione tout-court degli Stati Pontifici, ma la sovranità su uno Stato in miniatura avrebbe comunque consentito al Papa di agire liberamente. Il desiderio di papa Pio XI di salvaguardare giuridicamente la libertà d'azione della Chiesa dopo l'avvento del Fascismo, assieme a quello del dittatore Mussolini di incanalare nel movimento fascista il cattolicesimo nazionale, portarono alla firma dei Patti Lateranensi.
I Patti presero il nome del Palazzo di San Giovanni in Laterano in cui furono firmati. Li sottoscrissero il Cardinale Segretario di Stato Pietro Gasparri per la Santa Sede ed il Capo del governo primo ministro segretario di Stato Benito Mussolini per il Regno d'Italia.

## Il contenuto dei Patti
I Patti Lateranensi consistono in due distinti documenti:
- il Trattato riconosceva l'indipendenza e la sovranità della Santa Sede che fondava lo Stato della Città del Vaticano. Allegata al Trattato* la Convenzione finanziaria, che regolava le questioni sorte dopo le spoliazioni degli enti ecclesiastici a causa delle leggi eversive. È stata inoltre prevista l'esenzione, al nuovo Stato denominato «Città del Vaticano», dalle tasse e dai dazi sulle merci importate.

L’Italia si obbliga a versare, allo scambio delle ratifiche del Trattato, alla Santa Sede la somma di lire italiane 750.000.000 (settecento cinquanta milioni) e a consegnare contemporaneamente alla medesima tanto Consolidato italiano 5% al portatore (col cupone scadente al 30 giugno p.v.) del valore nominale di lire italiane 1.000.000.000 (un miliardo).»
(Patti lateranensi, 11 febbraio 1929 - Segreteria di Stato, card. Pietro Gasparri)
- il Concordato, che definiva le relazioni civili e religiose in Italia tra la Chiesa e il Governo (prima d'allora, cioè dalla nascita del Regno d'Italia, sintetizzate nel motto: «libera Chiesa in libero Stato»). Secondo il rapporto precedente (regolato dalla Legge delle Guarentigie), nel quale ancora vigeva la norma del giuramento dei nuovi vescovi al Governo italiano, l'unico vescovo che non era obbligato a giurare fedeltà all'Italia era colui che fa le veci del Pontefice nella sua qualità di vescovo di Roma, cioè il cardinale vicario. Questa eccezione alla regola, che appariva nel Concordato, era stata prevista proprio in segno di rispetto dell'indipendenza del Papa da parte dell'Italia. Il suo vicario non deve essere sottoposto al giuramento, perché rappresenta il vescovo effettivo della città di Roma cioè il Papa. Il governo italiano acconsentì di rendere le sue leggi sul matrimonio e il divorzio conformi a quelle della Chiesa cattolica di Roma e di rendere il clero esente dal servizio militare. I Patti garantirono alla Chiesa il riconoscimento del cattolicesimo quale religione di Stato in Italia, con importanti conseguenze sul sistema scolastico pubblico, come l'istituzione dell'insegnamento della religione cattolica, già presente dal 1923 e tuttora esistente seppure con modalità diverse. Il capoverso dell'articolo 1 del Concordato riconosceva anche il carattere sacro della città di Roma, sostituito, all'articolo 2.4 degli accordi di villa Madama, dal riconoscimento del "particolare significato che Roma, sede vescovile del Sommo Pontefice, ha per la cattolicità"[7].

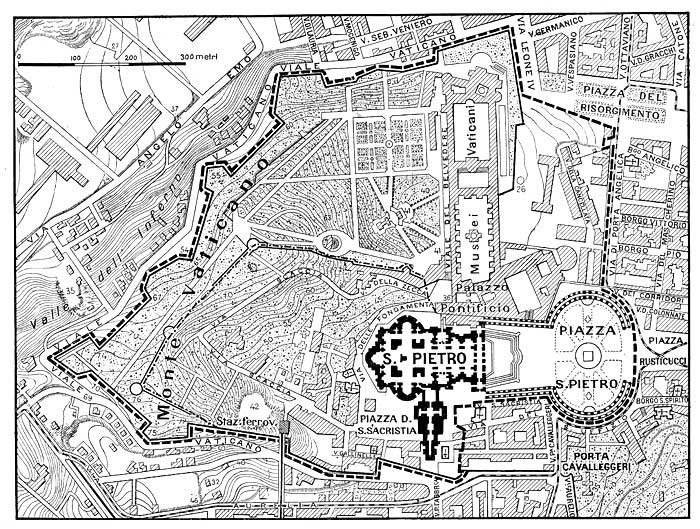
Mappa della Città del Vaticano nel 1929.

## Storia
I Patti Lateranensi non furono gli unici accordi stipulati negli anni successivi alla prima guerra mondiale tra il Vaticano e stati esteri, nell'ottica di rendere libera la professione della religione cattolica e di ridare un ruolo diplomatico di primo piano al papato. Tra gli altri vi furono accordi con Lettonia (stipulato nel 1922), Baviera (1924), Polonia (1925), Lituania e Romania (1927), Prussia (stipulato nel 1929), Baden (1932), e infine, oltre ai tre Stati federati tedeschi summenzionati, direttamente con la Germania (nel 1933).
La connessione dei Patti lateranensi con la linea d'indirizzo segnata dai precedenti Concordati fu notata sin dal 1929, come risposta alla critica secondo cui il Papato aveva barattato il suo potere temporale ed il grandioso imprigionamento nel quale ha prosperato per quasi sessant'anni, in cambio di vantaggi di interesse della sola chiesa italiana.

### Gli accordi politici
I Patti Lateranensi (la «Conciliazione») tra Stato e Chiesa nel 1929 per la risoluzione della "Questione romana" si conclusero in maniera soddisfacente per entrambe le parti in causa. L'inizio di trattative segrete avvenne grazie all'iniziativa di tre zelanti sacerdoti: padre Giovanni Genocchi dei Missionari del Sacro Cuore di Gesù, don Giovanni Minozzi e Giovanni Semeria, fondatori dell'O.N.M.I.. Quest'ultimo riferì che proprio in casa di suoi parenti i tre si riunirono per discutere e studiare la possibilità di trovare una via di uscita per riallacciare le relazioni tra Stato e Chiesa. Le discussioni e i lavori durarono tre giorni al termine dei quali padre Genocchi si incaricò di portare all'allora segretario di Stato Vaticano, il cardinale Pietro Gasparri, il risultato del loro lavoro. L'alto prelato della Curia romana rimase "trasecolato" per tale iniziativa personale dei tre sacerdoti.
Finalmente il 26 agosto 1926 furono designati ufficiosamente e informalmente due incaricati: uno dal governo Mussolini e l'altro da parte di papa Pio XI.
Per la prima volta figura l'avvocato concistoriale Francesco Pacelli quale plenipotenziario per il Vaticano, fratello di Eugenio Pacelli, futuro segretario di Stato prima e papa Pio XII poi. Da parte italiana fu scelto Domenico Barone.

L'11 febbraio ricorreva il 71º anniversario della prima apparizione di Nostra Signora di Lourdes; la scelta di firmare il concordato in quell'occasione intendeva rimarcare la soddisfazione da parte vaticana per i nuovi patti e poteva avere altri significati politici. Il 13 febbraio 1929 Pio XI tenne un discorso a un'udienza concessa a professori e studenti dell'Università Cattolica del Sacro Cuore, che passò alla storia per un passaggio in cui Benito Mussolini è indicato come «un uomo [...] che la Provvidenza Ci ha fatto incontrare»: 
E così, insieme al Trattato, si è studiato un Concordato propriamente detto e si è potuto rivedere e rimaneggiare e, fino ai limiti del possibile, riordinare e regolare tutta quella immensa farragine di leggi tutte direttamente o indirettamente contrarie ai diritti e alle prerogative della Chiesa, delle persone e delle cose della Chiesa; tutto un viluppo di cose, una massa veramente così vasta, così complicata, così difficile, da dare qualche volta addirittura le vertigini. E qualche volta siamo stati tentati di pensare, come lo diciamo con lieta confidenza a voi, sì buoni figliuoli, che forse a risolvere la questione ci voleva proprio un papa alpinista, un alpinista immune da vertigini ed abituato ad affrontare le ascensioni più ardue; come qualche volta abbiamo pensato che forse ci voleva pure un papa bibliotecario, abituato ad andare in fondo alle ricerche storiche e documentarie, perché di libri e documenti, è evidente, si è dovuto consultarne molti. Dobbiamo dire che siamo stati anche dall'’altra parte nobilmente assecondati. E forse ci voleva anche un uomo come quello che la Provvidenza Ci ha fatto incontrare; un uomo che non avesse le preoccupazioni della scuola liberale, per gli uomini della quale tutte quelle leggi, tutti quegli ordinamenti, o piuttosto disordinamenti, tutte quelle leggi, diciamo, e tutti quei regolamenti erano altrettanti feticci e, proprio come i feticci, tanto più intangibili e venerandi quanto più brutti e deformi.
E con la grazia di Dio, con molta pazienza, con molto lavoro, con l'incontro di molti e nobili assecondamenti, siamo riusciti « tamquam per medium profundam eundo » a conchiudere un Concordato che, se non è il migliore di quanti se ne possono fare, è certo tra i migliori che si sono fin qua fatti; ed è con profonda compiacenza che crediamo di avere con esso ridato Dio all'Italia e l'Italia a Dio.»
(Pio XI, allocuzione Vogliamo anzitutto)

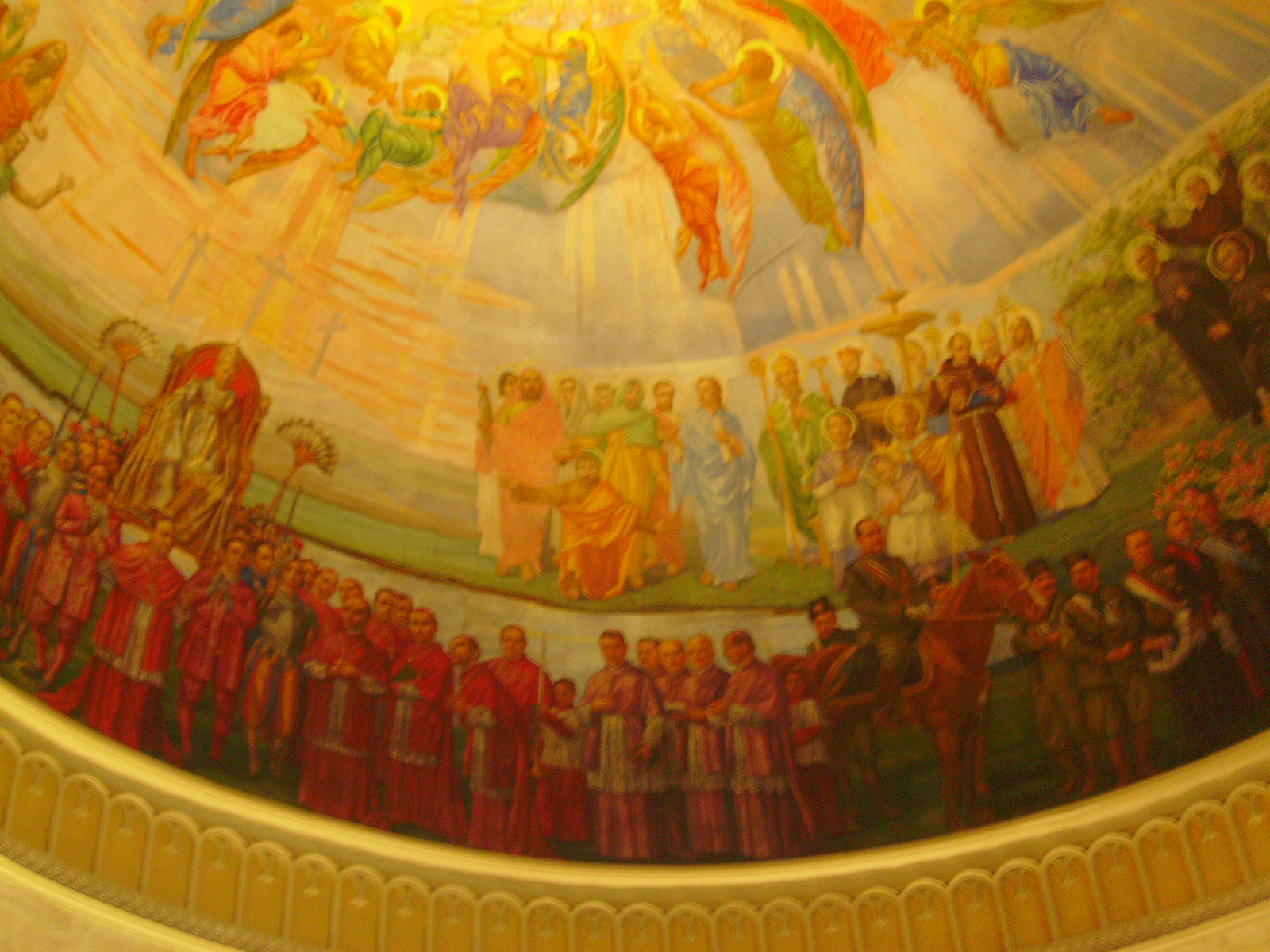
Il famoso affresco di Guido Nincheri nella Chiesa della Madonna della Difesa a Montréal che celebra i Patti Lateranensi, dove sono raffigurati Pio XI e Mussolini (a cavallo) e altri gerarchi fascisti in divisa

Il 23 maggio 1929 cominciò il dibattito in Senato per la ratifica dei Patti Lateranensi, dibattito concluso il 25 maggio con un voto a favore, al termine di vivaci discussioni e polemiche anche all'esterno del Senato stesso. Sei senatori votarono contro l'approvazione: fra essi Benedetto Croce, Francesco Ruffini e Alberto Bergamini. Anche la Camera dei deputati votò per l'approvazione dei Patti; benché inoltre la Camera fosse interamente formata da esponenti del Partito fascista, vi furono comunque due dissidenti. Lo scambio delle ratifiche avvenne con una solenne cerimonia in una saletta dei Palazzi apostolici; Mussolini, in uniforme diplomatica con la feluca, fu ricevuto con tutti gli onori. Era il 7 giugno 1929. Dopo un'ora dalla partenza di Mussolini dal Vaticano, alle dodici in punto, entrarono in vigore i Patti, e nacque lo Stato della Città del Vaticano, con lo scambio delle consegne tra i Carabinieri, che subito dopo lasciarono l'ex territorio italiano passato al Vaticano, e le Guardie Svizzere in alta uniforme. Il clima era di grande cordialità e di amicizia.
Negli allegati II e III dei patti furono riconosciute allo Stato del Vaticano anche la proprietà dei seguenti immobili (tutti situati a Roma, eccetto il Palazzo Pontificio di Castel Gandolfo), esenti da espropriazioni e tributi:
- Basilica e Palazzo Lateranense con la Scala Santa
- Basilica di Santa Maria Maggiore
- Basilica di San Paolo
- Palazzo Pontificio di Castel Gandolfo
- Palazzo della Dataria
- Palazzo della Cancelleria
- Palazzo di Propaganda Fide
- Palazzo di San Callisto
- Palazzo dei Convertendi e Palazzo del Sant'Uffizio
- Palazzo del Vicariato
- Immobili (di proprietà della Congregazione di Propaganda Fide) sul Gianicolo
- Università Gregoriana
- Istituto biblico
- Palazzo dei Santi XII Apostoli
- Palazzo annesso alla chiesa di Sant'Andrea della Valle
- Palazzo annesso alla chiesa di San Carlo ai Catinari
- Istituto archeologico - Istituto orientale - Collegio lombardo - Seminario russo
- Palazzi di Sant'Apollinare
- Casa di esercizi per il clero in SS. Giovanni e Paolo.

Alle ore zero dell'indomani, 8 giugno, entrarono in vigore le sei leggi principali del nuovo Stato, promulgate dal Pontefice subito dopo il mezzogiorno del giorno 7, fra cui la Legge Fondamentale, che all'art. 1 prevede che il Sommo Pontefice è sovrano dello Stato della Città del Vaticano.

### L'inserimento nella Costituzione

Immagine commemorativa. Da sinistra verso destra, SM re Vittorio Emanuele III di Savoia, papa Pio XI e Benito Mussolini.

Nel 1948 i Patti furono riconosciuti costituzionalmente nell'articolo 7, con la conseguenza che lo Stato non può denunciarli unilateralmente come nel caso di qualsiasi altro trattato internazionale, senza aver prima modificato la Costituzione. Qualsiasi modifica dei Patti deve inoltre avvenire di mutuo accordo tra lo Stato e la Santa Sede, in tal caso la revisione dei Patti non richiede un procedimento di revisione costituzionale.
L'articolo 7 non ha comunque inteso parificare il contenuto dei Patti alle norme costituzionali, ma soltanto costituzionalizzare il principio concordatario, con la conseguenza che essi, per il tramite della legge di esecuzione, avrebbero dovuto ritenersi soggetti al giudizio di compatibilità con i principi supremi dell'ordinamento da parte della Corte costituzionale. Con le sentenze n. 30 e 31 depositate il primo marzo 1971, i Patti lateranensi vennero posti tra le fonti atipiche dell'ordinamento italiano, vale a dire che le disposizioni dell'atto non hanno la stessa natura delle norme costituzionali, ma hanno un grado di resistenza maggiore rispetto alle fonti ordinarie. Pertanto, i Patti Lateranensi devono essere modificati col procedimento ordinario nel caso ci sia mutuo consenso fra Stato e Chiesa, con il procedimento aggravato proprio delle leggi costituzionali nel caso sia lo Stato unilateralmente a modificare il testo dell'atto. Inoltre, le disposizioni dei Patti possono essere dichiarate costituzionalmente illegittime solo se contrastano con i principi supremi dell'ordinamento costituzionale (Corte cost. 16/1982, 18/1982).
Si ricordi comunque che, se gli articoli 7 e 8 della Costituzione prevedono un sistema differenziato di disciplina dei rapporti tra lo Stato e le varie confessioni religiose, altre disposizioni (si vedano gli articoli 19 e 20 della Costituzione) prevedono invece un regime di tutela uniforme per ciò che attiene all'esercizio del culto da parte dei fedeli.

### La revisione del 1984: il nuovo concordato
Il Concordato (ma non il Trattato) fu rivisto, dopo lunghissime e difficili trattative, nel 1984, fondamentalmente per rimuovere la clausola riguardante la religione di Stato della Chiesa cattolica in Italia. La revisione che portò al nuovo Concordato venne firmata a Villa Madama, a Roma, il 18 febbraio dall'allora presidente del Consiglio Bettino Craxi, per lo Stato italiano, e dal cardinale Agostino Casaroli, Segretario di Stato, in rappresentanza della Santa Sede. Il nuovo Concordato stabilì che il clero cattolico venisse finanziato da una frazione del gettito totale IRPEF, attraverso il meccanismo noto come otto per mille e che la nomina dei vescovi non richiedesse più l'approvazione del governo italiano. Fu ratificato dall'Italia con Legge 25 marzo 1985, n. 121 ed entrò in vigore il 3 giugno 1985  Nel precedente Concordato, nel quale ancora vigeva la norma del giuramento dei nuovi vescovi al Governo italiano, l'unico vescovo che non era obbligato a giurare fedeltà all'Italia era colui che fa le veci del Pontefice nella sua qualità di vescovo di Roma, cioè il cardinale vicario. Questa eccezione alla regola, che appariva nel Concordato, era stata prevista proprio in segno di rispetto dell'indipendenza del Papa nei riguardi dell'Italia.
Il suo vicario non deve essere sottoposto al giuramento, perché rappresenta il vescovo effettivo della città di Roma, cioè il Pontefice. Inoltre, per quanto riguarda la celebrazione del matrimonio, si stabilirono le clausole da rispettare perché un matrimonio celebrato secondo il rito cattolico possa essere trascritto dall'ufficiale di stato civile e produrre gli effetti riconosciuti dall'ordinamento giuridico italiano oltre a porre delle limitazioni al riconoscimento in Italia delle sentenze di nullità matrimoniale pronunciate dai tribunali della Chiesa che prima avveniva in modo automatico. Fu anche stabilito che nelle scuole si potesse richiedere l'esenzione dall'ora di religione cattolica, prima obbligatoria, che tuttavia restò curriculare, mancando l'occasione di rendere al contrario facoltativa la frequenza per gli interessati a tale materia: la scelta relativa deve essere effettuata e comunicata all'atto dell'iscrizione prima dell'inizio dell'anno scolastico.

### Il dibattito politico sull'abolizione del Concordato
Non può essere proposto un referendum per l'abolizione o la modifica del Trattato, del Concordato o delle leggi collegate a essi perché non sono ammessi, nel nostro ordinamento, referendum riguardanti i trattati internazionali, ai sensi dell'art. 75 della Costituzione. Inoltre l'art. 7 prevede che «le modificazioni dei Patti, accettate dalle due parti, non richiedono procedimento di revisione costituzionale»: ciò significa che le modifiche bilaterali possono essere adottate con legge ordinaria, mentre, argomentando a contrario, quelle unilaterali richiedono il procedimento aggravato art. 138 Cost. Nulla vieta, peraltro, che tale legge ordinaria o costituzionale sia proposta dal corpo elettorale, in quanto l'art. 71 Cost., nel disciplinare l'iniziativa legislativa del popolo, non menziona alcuna restrizione riguardante l'una o l'altra fonte del diritto. Dopo gli accordi di Villa Madama alcuni costituzionalisti ritengono che si sia rafforzata la tesi che il Concordato possa essere sottoposto a referendum, non avendo la valenza di un vero e proprio trattato internazionale fra stati ma solo di accordo con una confessione religiosa.
Il dibattito sulla modificabilità dei Patti ha considerato la possibilità di un atto unilaterale a costituzione invariata, oltre alle due procedure esplicitamente previste dalla Costituzione agli artt. 7 e 138, cioè l'accordo bilaterale o la modifica costituzionale unilaterale. La lunga controversia giuridica è stata parzialmente risolta dalla Corte costituzionale, laddove ha affermato la propria competenza ad applicare la Costituzione anche in tale ambito.
In un primo scenario, lo stato perseguirebbe una denuncia unilaterale del concordato, in analogia all'art. 4 della Convenzione di Vienna, pur successiva alla firma dei Patti. In alternativa, il legislatore potrebbe implicitamente disapplicare i Patti o loro parti, sottraendosi alla legislazione ecclesiastica (articolo 11 del Trattato Lateranense). I sostenitori dell'atto unilaterale citano come esempi l'introduzione del divorzio o il controverso caso delle antenne di Radio Vaticana rimosse in conformità a una sentenza della Corte suprema di cassazione.
Una denuncia formale potrebbe essere contestata dalla controparte per violazione del diritto internazionale. Un atto legislativo potrebbe invece essere portato all'attenzione della Corte costituzionale, che può stabilire l'incostituzionalità di leggi collegate al Concordato. Un precedente è la sentenza n. 117 del 2 ottobre 1979, anno in cui era ancora in vigore la norma sulla religione di Stato (riformata nel 1984).
Oltre a costituire probabile violazione del diritto internazionale, un eventuale recesso unilaterale sarebbe osteggiato dal Vaticano, come stabilito da Pio XI nella dottrina simul stabunt vel simul cadent, negli ultimi incontri dei delegati alla trattativa, prima della firma dei Patti, l'11 febbraio 1929. E come dichiarato da ambo le parti in una nota ufficiale allegata ai documenti della Conciliazione. Mussolini si era prima opposto energicamente a questa richiesta di Pio XI, ma poi, per evitare una clamorosa rottura delle trattative, a poche ore dallo scambio delle ratifiche, si era trovata una via di mezzo, con una dichiarazione accettata dalle due parti.

## Con le altre religioni
Secondo il giurista e storico Francesco Margiotta Broglio, docente di diritto ecclesiastico e di storia dei rapporti fra Stato e Chiesa all'Università di Firenze, i governi democristani avversarono la stipula di concordati fra lo Stato italiano e le altre religioni, che trovano la più importante entratura in Giovanni Spadolini e, successivamente, nelle aperture di Bettino Craxi. Le prime due religioni istituzionalizzate (ovvero dotate di un ministro di culto e luoghi specifici dedicati alla liturgia) a beneficiarne furono la Chiesa Valdese e la Chiesa Avventista, una minoranza di circa 5 000 membri rappresentati dal prof. Gianfranco Rossi.

## Riferimenti normativi
- Legge 24 giugno 1929, n. 810, in materia di "Esecuzione del Trattato, dei quattro allegati annessi e del Concordato, sottoscritti in Roma, fra la Santa Sede e l'Italia, l'11 febbraio 1929 - VII. (029U0810) (GU n.130 del 5-6-1929)"
- Legge 24 giugno 1929, n. 1159, in materia di "Disposizioni sull'esercizio dei culti ammessi nello Stato e sul matrimonio celebrato davanti ai ministri dei culti medesimi"
- Regio decreto 28 febbraio 1930, n. 289, in materia di "Norme per l'attuazione della legge 24 giugno 1929, n. 1159, sui culti ammessi nello Stato e per il coordinamento di essa con le altre leggi dello Stato"
- Sacra Congregatio Concilii, Istruzione circa le chiese ed altri enti di culto, "in applicazione degli artt. 27 e 29 del Concordato lateranense e per la esecuzione dell’art. 14 e degli altri relativi, di cui nelle Istruzioni del 20 giugno 1929", 25 giugno 1930, n. 2779.[30]
- Legge 25 marzo 1985, n. 121, in materia di "Ratifica ed esecuzione dell'accordo, con protocollo addizionale, firmato a Roma il 18 febbraio 1984, che apporta modificazioni al Concordato lateranense dell'11 febbraio 1929, tra la Repubblica italiana e la Santa Sede."
- Legge 20 maggio 1985, n. 206, in materia di "Ratifica ed esecuzione del protocollo, firmato a Roma il 15 novembre 1984, che approva le norme per la disciplina della materia degli enti e beni ecclesiastici formulate dalla commissione paritetica istituita dall'articolo 7, n. 6, dell'accordo, con protocollo addizionale, del 18 febbraio 1984 che ha apportato modificazioni al Concordato lateranense del 1929 tra lo Stato italiano e la Santa Sede"